# PBC CSKA Moskva
PBC CSKA Moskva (v basketbalu se používá obvykle zkrácený název CSKA Moskva) je profesionální ruský basketbalový klub hrající ruskou nejvyšší soutěž basketbalu. Klub vznikl v roce 1924 jako basketbalový oddíl v rámci sportovního klubu CSKA Moskva. V domácí basketbalovém mistrovství získal 24 titulů mistra Sovětského svazu (1945–1990), 21 titulů mistra Ruska (1992–2014). Třikrát vyhrál Pohár Sovětského svazu a čtyřikrát Pohár Ruska.
Zúčastnil 27 ročníků Poháru evropských mistrů (1960–2001) a všech 14 ročníků Euroligy (2001–2015), má na svém kontě 12 účastí ve finále, z toho šest vítězství (1961, 1963, 1969, 1971, 2006, 2008) a 13 dalších účastí v semifinále. Třikrát startoval ve FIBA Poháru vítězů pohárů resp. Europské lize, z toho dvakrát hrál semifinále. Jedenkrát (v sezóně 1989–90) hrál ve FIBA Poháru Korač a probojoval se do semifinále. Sportovními výsledky patří mezi nejúspěšnější kluby Evropy.

## Seznam největších úspěchů klubu
Domácí basketbalové soutěže
- Mistrovství Sovětského svazu – 24 titulů mistra (1945, 1960–1962, 1964–1966, 1969–1974, 1976–1984, 1988, 1990)
- Mistrovství Ruska (RSL, PBL & VTB) - 21 titulů mistra (1992–2000, 2003–2014)
- Pohár Sovětského svazu – 3× vítěz (1972, 1973, 1982)
- Pohár Ruska – 4× vítěz (2005–2007, 2010)

Evropské poháry
- Pohár evropských mistrů & Euroliga
  - účast 27 ročníků Pohár evropských mistrů (1960-2001) a 14 ročníků Euroligy (2001-2015)
  - 6× vítěz (1961, 1963, 1969, 1971, 2006, 2008), 6× finalista (1965, 1970, 1973, 2007, 2009, 2012), 13× semifinále (1962, 1966, 1977, 1983, 1986, 1996, 2001, 2003–2005, 2010, 2013, 2014)
- FIBA Pohár vítězů pohárů & Evropská liga
  - účast 3 ročníky (1986, 1987, 1993), 2× účast v semifinále (1986, 1987), 4. ze 6 ve čtvrtfinálové skupině A (1993)
- FIBA Pohár Korač – účast 1 ročník (1990), v semifinále